# Machos (telenovela)
Machos foi uma telenovela chilena produzida pelo Canal 13 (Chile). Escrita por Coca Gómez, Pablo Illanes e Sebastián Arrau, foi dirigida por Herval Abreu e produzida por Verónica Saquel.

## Sinopse
A novela narra a história de uma tradicional família rica de Viña del Mar, na costa central chilena. O patriarca é Angel Mercader (Héctor Noguera), um médico aposentado, machista e manipulador, casado com a doce Valentina (Liliana Ross). O casal tem sete filhos, todos meninos, com idades entre quarenta e dezoito anos. Ao longo da narrativa, os sete filhos devem enfrentar o autoritarismo estabelecido pelo pai.
Alonso Mercader (Cristian Campos) é o filho primogênito; ele é um arquiteto de sucesso que teve problemas para superar a morte de sua esposa até conhecer Sonia (Carolina Arregui), uma humilde vendedora de empanadas em Concón, sem saber que ela é amante de seu pai há doze anos. Com o mais velho, seus irmãos o consideram um segundo pai para eles.
Armando (Rodrigo Bastidas), o único dos filhos de Don Ángel que é casado no início da história, sofre uma grave crise conjugal quando perde o emprego e deve retornar para seu filho Andrés, mais conhecido como Andresito (José Jimènez) e sua esposa, Consuelo (Viviana Rodríguez), para a casa da família. Mais tarde, Armando deve enfrentar seus próprios preconceitos quando sua esposa se torna o sustento econômico da família até conseguir conhecer Pilar (Berta Lasaña), mãe de uma criança que é amiga de seu filho, isso faz com que se apaixonem um pelo outro.
Ariel (Felipe Braun), o terceiro filho. Ele retorna ao Chile depois de viver dez anos em Barcelona para recuperar seu relacionamento com sua família, que não sabe que seu pai o expulsou da família por sua homossexualidade. Ironicamente, realizou o grande sonho do pai: se dedicar à Cardiologia.
Adán (Gonzalo Valenzuela) é o favorito do pai e também se dedicou à carreira de Medicina, mas na área de Ginecologia. Ele começa como namorado de Belén (Íngrid Cruz), mas depois se apaixona por Fernanda (María Elena Swett), pela qual deve enfrentar Álex (Jorge Zabaleta) e seus próprios traumas sexuais que o mantêm virgem aos 26 anos de idade.
Álex, o filho central, é um mulherengo dono de um bar na praia, nunca foi profissional, e tenta conquistar Fernanda, professora que trabalha na casa da família, enquanto mantém um romance furtivo com Mônica (María José Prieto), a namorada de seu melhor amigo Benjamin (Juan Pablo Bastida), e com Soraya (Mariana Loyola), funcionária da casa de seus pais.
Amaro (Diego Muñoz) é um estudante de arquitetura na universidade, um homem muito responsável que se apaixona perdidamente por uma de suas professoras, Isabel Muller (Adriana Bancarios), vinte anos mais velha que ele. Para esconder esse segredo, Amaro se casa com Manuela (Macarena Teke), uma colega de faculdade que está apaixonada por ele e não sabe nada.
Finalmente Antonio (Pablo Diaz), é o mais jovem de todos os irmãos e o mais rebelde. Antonio é um jovem irresponsável que está no último ano do ensino médio e se apaixona por Madonna (Lorena Capetillo), filha de uma empregada doméstica, mas também terá que aturar os constante flertes de Kiara (Carolina Valeta), que está disposta a lutar pelo homem que quer.
À medida que os capítulos passam, os diferentes nós dramáticos se tornam mais agudos à medida que se aproxima o final do primeiro estágio. A estrutura familiar é remetida pelo aparecimento de Alicia (Elvira López), filha ilegítima de Ángel com a prostituta Miran (Nelly Marianne), que tenta recuperar seu lugar de direito dentro de sua família, para o qual deve enfrentar a rejeição de seu pai e seus irmãos.
Em seguida, Ariel conta sobre sua homossexualidade para seus irmãos, que até então permanecia oculta, isso gera um forte impacto em sua família e a rejeição imediata de seus irmãos mais velhos Alonso, Armando e principalmente Álex, que com uma atitude homofóbica agride brutalmente ele na presença de seu pai e esconde o que havia acontecido de sua mãe. No entanto, apesar da notícia, Ariel ganha o apoio de seus três irmãos mais novos, Adán, Amaro e Antonio, que imediatamente lhe mostram lealdade apesar da rejeição de seu pai e irmãos mais velhos.
Mais tarde, Valentina é diagnosticada com câncer de mama terminal que a obriga a ajudar seus filhos a se libertarem do jugo parental; após sua trágica morte outro grande segredo é descoberto, onde Alonso descobre que Sonia foi amante de Angel por 12 anos, isso causa uma ruptura retumbante na família, então os filhos, em lealdade ao irmão mais velho, o considerando como um segundo patriarca para eles. Eles finalmente abandonam seu pai, porém no final conseguem perdoar, aceitar Alicia e também aceitar a orientação sexual de Ariel, que não apenas consegue perdoar seu pai, mas também dois de seus irmãos.

## Elenco
- Héctor Noguera - Ángel Mercader
- Liliana Ross - Valentina Fernández
- Cristián Campos - Alonso Mercader
- Carolina Arregui - Sonia Trujillo
- Rodrigo Bastidas - Armando Mercader
- Felipe Braun - Ariel Mercader
- Jorge Zabaleta - Álex Mercader
- Gonzalo Valenzuela - Adán Mercader
- Diego Muñoz - Amaro Mercader
- Pablo Díaz - Antonio Mercader
- María Elena Swett - Fernanda Garrido
- María José Prieto - Mónica Salazar
- Viviana Rodríguez - Consuelo Valdés
- Maricarmen Arrigorriaga - Estela Salazar
- Solange Lackington - Josefina Urrutia
- Adriana Vacarezza - Isabel Füller
- Ingrid Cruz - Bélen Cruchaga
- Juan Pablo Bastidas - Benjamín Cruchaga
- Aranzazú Yankovic - Úrsula Villavicencio
- Alejandro Castillo - Fanor Cruchaga
- Berta Lasala - Pilar Ponce
- Teresita Reyes - Imelda Robles
- Mariana Loyola - Soraya Salcedo
- Renato Munster - Pedro Pablo Estévez
- Marcela Medel - Clemencia Ríos
- María Elena Duvauchelle - Bernarda Bravo
- Carolina Varleta - Kiara Salazar
- Lorena Capetillo - Madonna Ríos
- Sergio Silva - Lucas Farfán
- Tere Munchmeyer - Tía Chita
- José Jiménez - Andrés Mercader
- Sebastián Arancibia - Nicolás Ponce
- Cristián Guzmán - Gustavo Heredia
- Macarena Teke - Manuela Silva
- Felipe Hurtado - Ignacio Ossa
- Paulina de la Paz - Cachorra González
- Leonardo Álvarez - Bernales
- Constanza González - Cristina
- Rosa Ramírez - Jacinta
- Nelly Meruane - Mirna Robles
- Fernando Gómez-Rovira - René Sandoval
- Emilio García - Sammy
- Elvira López - Alicia Mercader
- Catherine Mazoyer - Abogada de Álex
- Alejandro Trejo - Víctor Benavides
- Pedro Vicuña - Carlos Garrido
- Coca Rudolphy - Ema Salinas de Garrido
- Remigio Remedy - Raimundo Fernández
- Pamela Villalba - Tatiana Romero
- Óscar Garcés - Chino Heredia
- Sebastian Dahm - Javier
- Ruben Darío Guevara - Joaquín Fernández
- Francisca Márquez - Clarita
- Antonella Ríos - Yoly
- Arturo Ruiz-Tagle - Mauro
- Patricia Iribarra - Madre de Soraya
- Sergio Gajardo - Tío de Soraya
- Clara Brevis - Tía abuela de Soraya